# Cultura lakeitiana
A cultura lakeitiana, localizada no deserto oriental, foi notória por suas serras fortemente denticuladas, juntamente com seus dardos perpendiculares.